# Atsumari

Een eenvoudige Atsumari puzzel met oplossing.

Atsumari (Japans :集まり; te vertalen als verzameling, bijeenkomst of cluster) is een binaire puzzel die ontwikkeld werd door Quadratic Games voor het iPhone - platform.
De puzzel wordt gespeeld op een zeshoekig diagram. Een rechthoekige bordvorm is standaard, maar variaties op de bordvorm kunnen onderdeel van het puzzelontwerp zijn. De puzzelopgave toont een deelverzameling van de zeshoekige cellen met een cijfer groter of gelijk aan nul. De oplossing voor de puzzel is een uniek patroon van zwart/witte zeshoekige vakjes die geen puzzelregels overtreedt.

## Reglement
- Elk vakje met een getal dat niet nul is, wordt als wit gezien en moet met een deel van de bordrand zijn verbonden door het aangegeven aantal witte cellen (inclusief het genummerde vakje). De witte clusters worden omsloten door zwarte cellen vanaf de bordrand. Zo moet een gebied met een '1' worden omsloten door zwarte gebieden en/of het spelbord met een '2' moet een aangrenzende witte cel met een rand, enz. Witte clusters kunnen niet meer dan één bevatten.
- Een cel met het getal '0' wordt als zwart beschouwd.
- De zwarte cellen van het bord (inclusief de 0-cellen) moeten een cluster met enkele randen vormen.
- Een zwarte cel kan niet worden omgeven door zwarte cellen. Dit kan ook worden uitgelegd met te zeggen dat de zwarte 7-cellige zeshoekige vorm niet is toegestaan.

## Gerelateerde puzzels
Atsumari lijkt op de puzzelsoort Nurikabe (gebaseerd op een vierkant diagram), ontworpen door puzzeluitgeverij Nikoli.